# Балка Шарбашева
Балка Шарбашіва, Балка Ковалева — балка (річка) в Україні у Новоазовському районі Донецької області. Ліва притока річки Кальміусу (басейн Азовського моря).

## Опис
Довжина балки приблизно 7,03 км, найкоротша відстань між витоком і гирлом — 6,41 км, коефіцієнт звивистості річки — 1,10. У річку впадає декілька балок.. На деяких ділянках балка пересихає.

## Розташування
Бере початок на південно-західній стороні від села Приморське. Тече переважно на південний захід понад селами Соснівське та Набережне і на південно-східній стороні від селища Чермалик впадає в річку Кальміус (Павлопільське водосховище).

## Цікаві факти
- Від витоку балки на східній стороні на відстані приблизно 1,87 км пролягає автошлях Т 0519[3] (автомобільний шлях територіального значення у Донецькій області. Пролягає територією Донецького, Кальміуського та Маріупольського районів через Амвросіївку — Бойківське — Маріуполь. Загальна довжина — 121,6 км).
- У XX столітті на балці існували водосховища та водокачки[2].